# Hakob Tonoyani anvan Sowpergavat' 2007
La Hakob Tonoyani anvan Sowpergavat' 2007 è stata la decima edizione della supercoppa armena di calcio.
L'incontro, che si giocò il 27 maggio 2007 tra il P'yownik e il Mika Erevan, venne vinto dal P'yownik, al suo quinto titolo, ai tempi supplementari.

## Tabellino
| Erevan 27 maggio 2007                                                      | P'yownik  | 2 – 1 (d.t.s.) | Mika Erevan | Stadio Repubblicano Vazgen Sargsyan |
| \| \| \| \| \| Sahakyan 103’ Ġazaryan 117’ \| Marcatori \| 119’ Adamyan \| |           |                |             |                                     |
|                                                                            |           |                |             |                                     |
| Sahakyan 103’ Ġazaryan 117’                                                | Marcatori | 119’ Adamyan   |             |                                     |